# Episodi di Un caso per due (ventisettesima stagione)
La ventisettesima stagione della serie televisiva tedesca Un caso per due, composta da 10 episodi, è andata in onda in Germania sul canale ZDF a partire dal 26 gennaio 2007.
| nº | Titolo originale        | Titolo italiano         | Prima TV Germania | Prima TV Italia |
| -- | ----------------------- | ----------------------- | ----------------- | --------------- |
| 1  | Mord im Zoo             | Intrigo allo zoo        | 26 gennaio 2007   |                 |
| 2  | Recht und Gerechtigkeit | Diritti e giustizia     |                   |                 |
| 3  | Vertrauenssache         | Una questione riservata |                   |                 |
| 4  | Blutsbrüder             | Amici d'infanzia        |                   |                 |
| 5  | Schmutzige Hände        | Mani sporche            |                   |                 |
| 6  | Mord im Museum          | Morte nel museo         |                   |                 |
| 7  | Tödliche Besessenheit   | Ossessione fatale       |                   |                 |
| 8  | Außer Kontrolle         | Fuori controllo         |                   |                 |
| 9  | Wo Freundschaft endet   | Veri amici              |                   |                 |
| 10 | Reißleine               | Volo mortale            |                   |                 |